# De Buitendienst
De Buitendienst is een Nederlands Schooltv-televisieprogramma dat van 19 september 2014 tot 8 mei 2020 werd uitgezonden door de NTR op NPO Zapp. Het is de opvolger van Nieuws? Uit de natuur!.
Het programma beantwoordt verschillende vragen over onderwerpen op het gebied van natuur of techniek.

## Presentatoren
De Buitendienst werd gepresenteerd door:
| Periode   | Presentator           |
| --------- | --------------------- |
| 2014-2016 | Yannick van de Velde  |
| 2014-2016 | Tom van Kalmthout     |
| 2016-2017 | Yannick Jozefzoon     |
| 2016-2020 | Kiefer Zwart          |
| ?-2020    | Matthijs IJgosse      |
| 2018-2020 | Sosha Duysker         |
| ?-2020    | Jonata Taal           |
| ?-2020    | Sidar Toksöz          |
| 2014-2020 | Nienke de la Rive Box |